# 천생연분 (2002년 드라마)
《천생연분》은 2002년 10월 13일에 방영한 KBS 드라마시티이다.

## 줄거리
마흔 살의 노처녀 숙영은 쉰 살의 이혼남과 결혼할 것이라고 어머니에게 말했다가 집에서 쫓겨나고, 홍주는 남자와 여행을 떠난 어머니 때문에 화가 나 가출한다. 이 두 사람은 우연히 만나 서로 고민을 얘기하다가 친해진다. 홍주는 숙영이 새엄마가 될 사람이라는 사실을 모르고, 또한 숙영은 이혼남의 집에 갔다가 홍주와 마주친다. 결국 숙영은 자신이 오랫동안 짝사랑해왔으나 말하지 못했던 대학동창 역시 자신을 사랑한다는 것을 알게 되면서 결혼하게 되는 드라마다.

## 등장 인물

### 주요 인물
- 나영희 : 송숙영 역
- 박영희 : 조홍주 역

### 주변 인물
- 노주현 : 조덕수 역
- 전원주 : 숙영의 어머니 역
- 김하균 : 경석 역
- 김용선 : 김길자 역
- 김복희 : 숙영 모의 친구 역
- 조현철 : 이동수 역 - 경찰

### 그 외 인물
- 김대환
- 김혁 : 홍주의 남자친구 역
- 김태호
- 오지영 : 덕수의 비서 역
- 박꽃하얀 : 웨딩숍 직원 역